# نشر أكاديمي

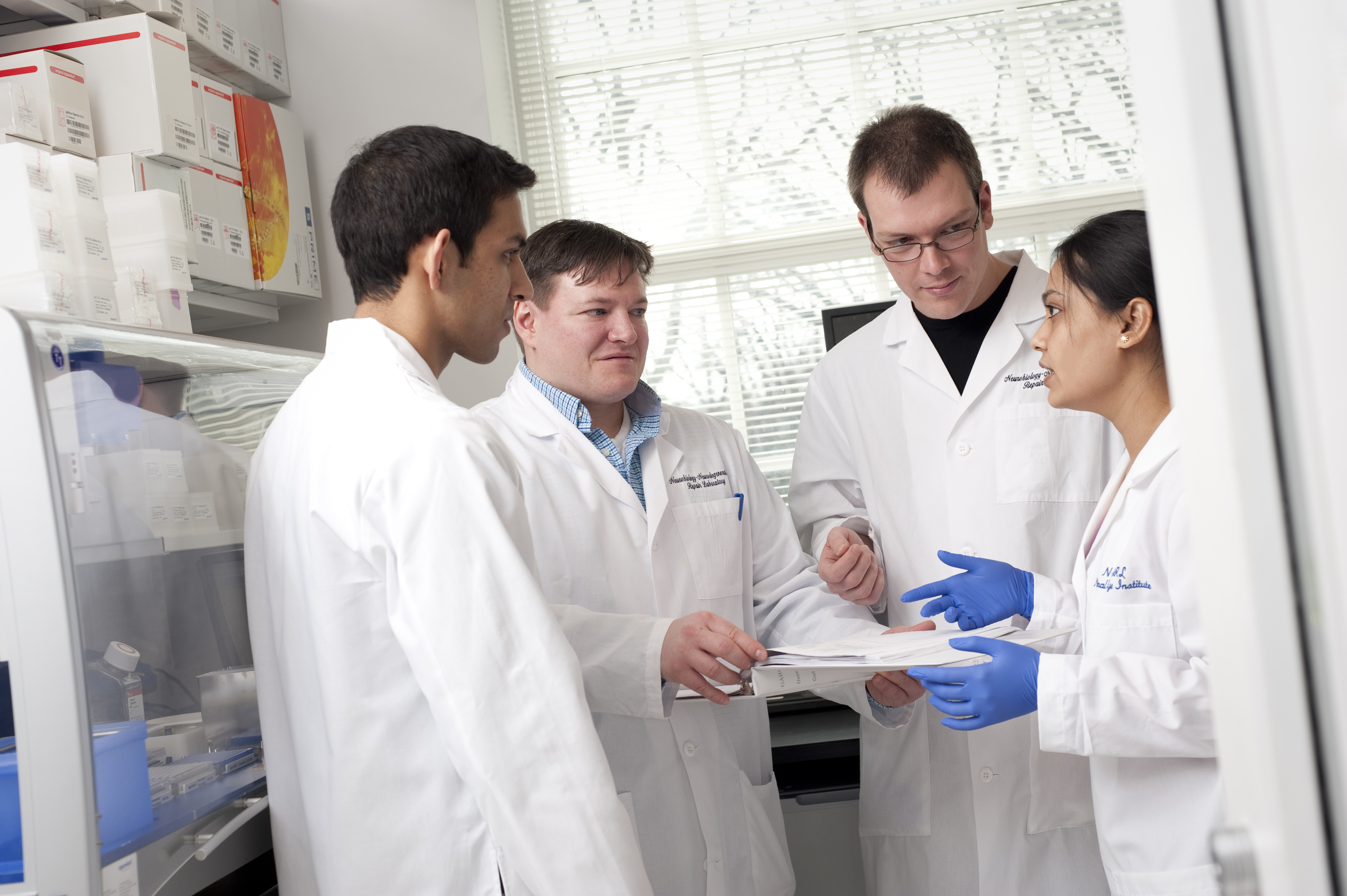

يتخصص النشر الأكاديمي بالبحوث والمنح العلمية. ينشر معظم العمل الأكاديمي على شكل مقالات في دوريات أو شكل أطروحات علمية. يطلق على القسم من الإنتاج الأكاديمي المطبوع والذي لا ينشر رسمياً اسم «الأدب الرمادي». تعتمد معظم المجلات العلمية والأكاديمية والعديد من الكتب الأكاديمية والعلمية ولكن ليس كلها، على شكل ما من أشكال استعراض الأقران أو التحكيم التحريري لتأهيل النص للنشر. يستعرض الأقران جودة المقال ومعاييره والتي تختلف اختلافا كبيرا من مجلة إلى أخرى ومن ناشر إلى ناشر ومن حقل إلى آخر.